# Celtus
Celtus – grupa muzyczna grająca irlandzkiego, celtyckiego rocka, założona w 1996 roku przez dwóch braci muzyków, Pata i Johna McManus, którzy uzyskali pewną sławę w ich poprzednim zespole Mama's Boys.

## Historia
Kilka miesięcy po śmierci brata Tommy'ego i rozwiązaniu grupy Mama's Boys, Pat i John MacManus decydują się grać razem. John właśnie skomponował instrumentalny kawałek zatytułowany "Brother's Lament", poświęcony ich zmarłemu bratu. Nową grupę bracia McManus nazywają Celtus. Styl muzyczny Celtus jest dość odległy od hard rocka z Mama's Boys, teraz jest to muzyka mocno inspirowana folklorem irlandzkim, z wykorzystaniem tradycyjnych instrumentów i dźwięków, które mogą sugerować współpracę z Loreeną McKennitt czy zespołem Clannad.
Przy debiutanckim albumie Moonchild, wydanym w 1997 r., współpracuje pianista Jonathan Czerwik. Album zawiera utwór "Love turns to dust", który został napisany z Tommym na album Mama's Boys.

Drugi album Portrait, wydany w 1999 roku, oferuje przyciągającą muzykę, ale kontynuuje tę samą formułę co Moonchild. Ponieważ album jest komercyjną klapą, wytwórnia Sony postanawia wycofać się ze współpracy z grupą.
Rooted trzeci album, jest samo-finansowany i przy braku dystrybutora jest sprzedawany tylko na koncertach i przez fanklub.
Tymczasem do grupy dołącza Dan Axtell (klawisze, śpiew) i grupa nagrywa album koncertowy Live 2000 i ostatni albumu studyjny, What goes around.

W czasie swojego krótkiego istnienia grupa Celtus wyprodukowała wysokiej jakości albumy i zagrała kilka niezapomnianych koncertów, w tym Royal Albert Hall i London Palladium. 
John McManus i Dan Axtell kontynuowali swoją współpracę poprzez album Rivers of Time. W 2003 roku, Pat McManus dołączył do irlandzkiego zespołu rockowego Indianina.

## Dyskografia
- Moonchild (1997) : 1. Strange Day In The Country * 2. Moonchild * 3. Every Step Of The Way * 4. Some Kind Of Wonder * 5. Brother's Lament * 6. Beyond The Dark * 7. Love Turns To Dust * 8. Rosa-Ree * 9. The Pilgrim * 10. Trikuti * 11. We Two Are One

Muzycy: John McManus (śpiew - flet - dudy), Pat McManus (gitara - bouzouki - skrzypce - śpiew), Jonathan Czerwik (instrumenty klawiszowe - śpiew), Pino Palladino (bas) : 1-2-4, Nicolas Fiszman (bas) : 6-7-8-9-10-11, Jean-Michel Biger (perkusja) : 1-2-8-9-11, Ray Fean (perkusja) : 3-6-10
- Portrait (1999) : 1. Two Worlds * 2. Wide Awake * 3. Touch You * 4. Science Of Love * 5. Believe * 6. Waiting For The Rain * 7. The Awakening * 8. Bubble * 9. Portrait * 10. Cathedral

Muzycy: John McManus (śpiew - flet - dudy), Pat McManus (gitara - bouzouki - Skrzypce - śpiew), Jonathan Czerwik (instrumenty klawiszowe - śpiew), Adam Bushell (perkusja): 1-2-3-6-7-8 - 9-10, Phil Spalding (bas): 1-2-3-6-7-10, Giles McCormick (bas): 4-5, Nick Beggs (bas): 8-9,  Gary Barnacle (saksofon) : 8, B. J. Cole (pedal steel) : 10
- Rooted (2000) : Heart And Hand * Voyage * Time League * Voice Cries Out * Whisper * Wasteland * Navigator * Purple Diadem * Unbound * Two Worlds * Moonchild * Bubble

Muzycy: John McManus (śpiew - bas - flet - dudy - perkusja), Pat McManus (gitara - bouzouki - skrzypce - śpiew), Dan Axtell (instrumenty klawiszowe - śpiew)
- Live 2000 (2001) : Navigator * The Pilgrim * Wide Awake * The Awakening * Believe * Claddagh * Portrait * Cathedral * We Two Are One * Purple Diadem * Don't Be Fooled * Dear Irish Boy

Muzycy: Muzycy: John McManus (śpiew - bas - flet - perkusja), Pat McManus (gitara - bouzouki - skrzypce - śpiew), Dan Axtell (Klawiatury - śpiew)
- What Goes Around ... (2001) : What Goes Around * Breathe * Angel * Perfection * Jigsaw * Changes * Touch too Much * Live Again * Liberate * Shelter * Hole Inside My Heart * Departure

Muzycy: John McManus (śpiew - bas - flet - dudy - perkusja), Pat McManus (gitara - bouzouki - skrzypce - śpiew), Dan Axtell (instrumenty klawiszowe - śpiew)